# Juan Izquierdo
Juan Manuel Izquierdo Viana (4. července 1997 Montevideo – 27. srpna 2024 São Paulo) byl uruguayský fotbalový obránce, hráč Nacional Montevideo. Za Nacional hrál v letech 2022 a 2024. Hrál také za CA Peñarol, Atlético San Luis a Liverpool Montevideo. V letech 2022 a 2023 vyhrál Primera División Uruguayana.

## Osobní život
Izquierdo měl ženu a dvě děti, jedno se narodilo 10 dní před jeho smrtí.

### Smrt
Dne 22. srpna 2024, kdy hrál proti São Paulo FC, zkolaboval na hřišti a byl převezen do Hospital Israelita Albert Einstein v São Paulu. Utrpěl srdeční arytmii. O několik dní později, 27. srpna 2024, zemřel. Zápasy uruguayské 1. i 2. ligy byly odloženy.

### Připomínka
Nacional v reakci na Izquierdovo úmrtí na sociálních sítích napsal, že se „trápí kvůli nenahraditelné ztrátě“ a pociťuje „hlubokou bolest“, která „dopadá na naše srdce“. São Paulo uvedlo, že Izquierdova smrt je „smutným dnem pro fotbal“.
K hráčově smrti se vyjádřili prezident FIFA Gianni Infantino, předseda CONMEBOL Alejandro Domínguez a federace Brazílie, Uruguaye a Argentiny.